# EK82 Handball Club
L'EK82 Handball Club è una squadra di pallamano maschile scozzese, con sede a East Kilbride.

È stato fondato nel 1972.

## Palmarès

### Trofei nazionali
- Campionato scozzese: 8
  - 1973-74, 1974-75, 1975-76, 1976-77, 1977-78, 1978-79, 1982-83, 1983-84.
- Coppa della Scozia: 5
  - 1973-74, 1975-76, 1976-77, 1977-78, 1978-79.